# NICAM
NICAM(Near Instantaneous Companded Audio Multiplex)은 디지털 오디오에 대한 손실 압축의 초기 형태이다. 원래 1970년대 초반 방송 네트워크 내의 지점 간 링크를 위해 개발되었다. 1980년대에 방송사는 스테레오 TV 사운드를 대중에게 전송하기 위해 NICAM 압축을 사용하기 시작했다.

## 구현
현재 NICAM 변조가 가능한 소비자 등급 장비는 알려져 있지 않다. 다음은 NICAM 코딩 및 변조가 가능한 방송 등급 장비의 대략적인 목록이다.
- Philips PM5685/PM5686/PM5686A
- Philips PM5687
- Eiden 198A
- Pye/Varian/BBC Sound-in-Syncs solution
- IBA/RE Communications Sound-in-Syncs solution
- Tektronix 728E
- Rohde & Schwarz SBUF-E NICAM Module
- Barco NE-728

## 같이 보기
- 멀티채널 텔레비전 사운드